# Ýokary Liga 2022
La Ýokary Liga 2022 è stata la trentesima edizione del massimo campionato di calcio turkmeno. La stagione è iniziata il 2 agosto 2022 e si è conclusa il 20 dicembre successivo. L'Altyn Asyr era la squadra campione in carica da otto stagioni.
L'Ahal si è aggiudicato questa edizione del torneo, dopo cinque secondi posti consecutivi. Per la formazione di Änew si tratta del primo titolo.

## Stagione

### Novità
Hanno preso parte le stesse formazioni della stagione 2021, poiché nessuna squadra è stata ammessa dalla Birinji Ligasy.

### Formula
Il campionato è giocato con un girone all'italiana da otto partecipanti, con le squadre che si affrontano quattro volte, giocando andata e ritorno due volte, per un totale di ventotto giornate.
Al termine della stagione, la squadra prima in classifica è Campione del Turkmenistan e si qualifica per l'edizione successiva della AFC Champions League 2023-2024. La seconda classificata si qualifica per la fase a gironi della Coppa dell'AFC 2023-2024, mentre la terza classificata partirà dai preliminari.

## Classifica finale
|                         | Pos. | Squadra          | Pt | G  | V  | N | P  | GF | GS | DR  |
| ----------------------- | ---- | ---------------- | -- | -- | -- | - | -- | -- | -- | --- |
| Turkmenistan (bandiera) | 1.   | Ahal             | 73 | 28 | 23 | 4 | 1  | 89 | 21 | +68 |
|                         | 2.   | Altyn Asyr       | 61 | 28 | 18 | 7 | 3  | 48 | 18 | +30 |
|                         | 3.   | Merw             | 46 | 28 | 14 | 4 | 10 | 44 | 39 | +5  |
|                         | 4.   | Köpetdag Aşgabat | 45 | 28 | 14 | 3 | 11 | 46 | 40 | +6  |
|                         | 5.   | Şagadam          | 34 | 28 | 10 | 4 | 14 | 45 | 44 | +1  |
|                         | 6.   | Aşgabat          | 30 | 28 | 9  | 3 | 16 | 30 | 44 | -14 |
|                         | 7.   | Nebitçi          | 17 | 28 | 5  | 2 | 21 | 31 | 81 | -50 |
|                         | 8.   | Energetik        | 15 | 28 | 4  | 3 | 21 | 18 | 64 | -46 |

      Campione di Turkmenistan e ammessa alla AFC Champions League 2023-2024
      Ammesse alla Coppa dell'AFC 2023-2024
Note:

Tre punti per la vittoria, uno per il pareggio, zero per la sconfitta.